# Kamelryggen
Der Kamelryggen (norwegisch für Kamelrücken) ist ein Presseisrücken an der Prinzessin-Astrid-Küste des ostantarktischen Königin-Maud-Lands. Er ragt südlich der Werbljud-Insel und östlich des Lasarew-Schelfeises auf.
Wissenschaftler des Norwegischen Polarinstituts benannten ihn 2016 deskriptiv nach seiner Erscheinung.